# Iphiaulax hesper
Iphiaulax hesper är en stekelart som beskrevs av Charles Thomas Brues 1924. Iphiaulax hesper ingår i släktet Iphiaulax och familjen bracksteklar. Inga underarter finns listade i Catalogue of Life.